# Língua zou
Zou (lieralmente "das colinas"), ou Zo, Zomi, Yo, Yaw, Jo, é uma língua Kukishe setentrional  originária do noroeste de Burma que é também falada em Manipur,nordeste da Índia. Há falantes também em Bangladesh.
O nome Zou é usado às vezes como um termo genérico para as línguas de todos os povos de Kuki (Kukish) e Chin.

## Relacionadas
Como pode ser visto a partir do nome  Zo  ("das colinas") e Mizoram (povo das montanhas), o Zo entre as línguas Kukish do Norte está intimamente relacionado com as línguas Kukishes centrais, tais como o Lushai ou a língua de Mizo (endônimo), a língua principal de Mizoram.

### Relação com a língua Paite
O Zou falado na Índia é similar à língua paite do povo Paite, no caso, o Zou não tem o fonema gutural oclusivo W.

## Geografia
Na sua maior extensão, a área geográfica abrangida pelo grupo linguístico é um território de aproximadamente (160.000 km2, na Birmânia, na Índia em Bangladesh. No entanto, as fronteiras políticas e os debates políticos distorceram a extensão da área em algumas fontes.

### Em Myanmar
É usada em Chin, Tiddim e nas colinas Chin Hill. O uso da língua birmanesa cresceu muito nas áreas Zon de Chin desde os anos 50 . Ethnologue informa que o Zou è falado nas seguintes municipalidades de Myanmar.
- em Chin: Tonzang, Hakha, Tedim.
- em Sagaing: Kalay, Khampat, Tamu.

### Na Índia
- Manipur
  - distrito Chandel : subdivisão Singngat da área Sungnu
  - distrito Churachandpur
- Assam[8]

### Em Bangladesh
Em Bangladesh é usada pelo povo Bom.

## Amostra de texto
Pai Nosso
Ka Pa uh van a um, Namin kizatat hen, Na gam hing tung hen, na deilam van a akibawl bangin, lei ah zong kibawl hen. Tuni’n nichin a ka neh ding uh ann hing pie in. Ka leibate uh ka ngaidam bang un, ka batte uh hing ngaidam in. Solna ah hing puilut sinlen, gilou lah ah hing hunkhe zawin, gamte, silbawltheinate, leh thupinate kumtawn a Nanga ahizieh in.